# Teudis roseus
Teudis roseus är en spindelart som beskrevs av F. O. Pickard-Cambridge 1900. Teudis roseus ingår i släktet Teudis och familjen spökspindlar.
Artens utbredningsområde är Panama. Inga underarter finns listade i Catalogue of Life.